# スーパーマリオ 3Dコレクション
『スーパーマリオ 3Dコレクション』（スーパーマリオ スリーディーコレクション、Super Mario 3D Collection、英名：Super Mario 3D All-Stars）は、2020年9月18日から2021年3月31日までの期間限定で生産（パッケージ版）・販売（ダウンロード版）されたNintendo Switch用アクションゲーム。
『スーパーマリオブラザーズ』の発売35周年記念キャンペーン作品として、任天堂から発売された。同キャンペーン終了日の23時59分にダウンロード版の販売を終了した。また、パッケージ版も同様にマイニンテンドーストアでの販売が終了し、翌4月1日以降は流通在庫のみとなっている。ダウンロード版はニンテンドーカタログチケットとの引き換えが可能だった。また、店頭のPOSAダウンロードカードも、ダウンロード版終売後もその有効期限までは初回ダウンロード可能。

## 概要
- スーパーマリオ64（NINTENDO 64、1996年）
振動パック対応バージョン（1997年発売）を収録。日本版はWii及びWii U向けのバーチャルコンソールと同様。なお、外国語版もこのバージョンを基にローカライズされている。振動パック対応バージョンの外国語版リリースはこれが初となる。
- スーパーマリオサンシャイン（ニンテンドー ゲームキューブ、2002年）
- スーパーマリオギャラクシー（Wii、2007年）

上記のスーパーマリオシリーズ3作品を、グラフィックはHD画質に対応した他、Nintendo Switchでプレイしやすいようにタイトルごとに若干リニューアルしたリメイク版として収録。ゲーム開始前に言語が選択できるため、外国語版でプレイも可能。また、収録3作品のゲーム内楽曲を聴くことが出来る。なお『サンシャイン』の楽曲については、全曲の音源化は初であると公式サイト及びゲーム内に表記されている。
かつてと同様のテレビ機器と接続して遊ぶ他に、全て携帯モードでもプレイできるようになっており、『ギャラクシー』はオリジナル版の2人プレイも可能でJoy-Conの「おすそわけ」もできる。対応コントローラについては、当初はゲームキューブ コントローラのみ非対応であったが、2020年11月17日配信のVer. 1.1.0から『サンシャイン』プレイ時のみゲームキューブ コントローラが対応（携帯モードの際は使用不可）、2021年11月4日配信のVer. 1.1.1から『64』プレイ時のみNintendo Switch Online加入者限定商品のNINTENDO 64 コントローラーが対応となった。
なお、『64』は2004年にニンテンドーDS向けのリメイク作『スーパーマリオ64DS』、『ギャラクシー』は2015年にWii U向けのダウンロード版ソフトとして配信されているものの、『サンシャイン』が移植・リメイクなどの形で再度リリースされるのは、日本国内においては今回が初である。
移植は、各コンソールのエミュレーションによって達成されたことが明らかになっており、『ギャラクシー』のタッチスクリーンでの操作などはSwitch上でネイティブ実行されている。

## ゲーム内容
オリジナルからの変更点を記述する。

### 3作共通
- グラフィック及びアスペクト比が変更された。『サンシャイン』と『ギャラクシー』はどちらもTVモードでは1080p、携帯モードでは720pで表示され、『64』は両方のモードで720pで4:3のアスペクト比で表示されている[8]。『サンシャイン』はアスペクト比がオリジナルの4:3比率から16:9となった。
- 『サンシャイン』と『ギャラクシー』のロード時間はディスクメディアの当時は2～3秒くらいの長さであったが、本作では1秒に短縮された。
- ゲーム中にある操作方式に関する台詞が、Switch版のボタンを示す内容に変更されている（例：＋ボタンやZLボタンなど。なお『64』や『サンシャイン』で、NINTENDO 64 コントローラーやゲームキューブ コントローラを使用した際も表記はSwitch版のまま）。
- スティック入力によるカメラや視点の移動方向がオリジナルと逆になっている。2020年11月17日には更新データが配信され、個別に設定を変更できるようになった[9]。

### スーパーマリオ64
- テクスチャは圧縮前のデータを使用。
- 振動パック対応バージョンを収録しているが、タイトル画面の右下に振動パック対応の表示が無い。
- セーブデータ選択画面のサウンドセレクトのオプションのステレオ／モノラル／ヘッドホンの選択肢が無くなった。
- 十字ボタンでもLスティック同様の操作が可能となった。
- NPCに話しかけたり看板を読んだりする際に使うボタンが独立した（表記上のみ。実際はジャンプとボタン共用）。

### スーパーマリオサンシャイン
オリジナルの日本語版の後に修正等が加えられ発売された北米版・欧州版と日本の後期版に取り入れている。
- タイトル画面で一定時間放置すると流れるオープニングデモが無くなった。
- セーブデータ選択画面のオプションで、オリジナルの北米版と同じようにムービー中の字幕の有無を切り替えられるようになり、ステレオ／サラウンド／モノラルの選択肢が無くなった（起動時のドルビー ロゴもカット）。
- マンマビーチSTORY2でチュウハナの撃破時及び初回攻撃時にポンプのアドバイスメッセージが出るようになった。
- ポンプ放水において、Joy-ConのRトリガーの仕様がゲームキューブ コントローラと異なるため、ZRボタンで歩きながらの放水、Rボタンで固定放水となり、2つのボタンで放水方法を使い分けるようになった。
- マリオ視点への切り替えはRスティックボタン（従来のYボタンの役割）で、ズームなどの視点変更（従来のCスティックの役割）はRスティックで、それぞれ可能となった。
- A・Bどちらのボタンも、従来のAボタンと同じ役割を基本的に持つようになった。
- ドルピックタウンに配置されているフルーツの場所が大幅に追加された（後期版と同じ）。
- 水中で酸素メーターが減少した際の効果音が変更された（後期版と同じ）。
- STORY等で成功イベントムービーが開始する瞬間に効果音が鳴るようになった。
- ヨッシーに乗った状態でシャインを取得するとヨッシーも声を出すようになった（後期版と同じ）。
- モンテマンレースのスタートとゴールに効果音が加わった他、レース中は専用BGMが流れる（後期版と同じ）。
- タイマースタートの音が変更されている。
- ポンプのノズルを初入手した時や別ノズルを装着した際の音に別の音が加わっている（後期版と同じ）。
- ピンナパークのステージへ行くとき、大砲が発射されてからマリオが声を出すようになった（後期版と同じ）。

### スーパーマリオギャラクシー
- Wiiリモコンでのポインター操作がTVモードまたはテーブルモード時はJoy-Conのジャイロでの操作（Proコントローラーでも可能）に、携帯モード時はタッチスクリーンでの操作に変更された。
- スピンがYボタンもしくはXボタンでも可能となった。
- データファイルのMiiのアイコンが廃止された。
- Wii伝言板を使用したゲーム内イベントは、Switch本体のアルバムを使用するように変更された。また、スターリストの撮影機能が廃止された。

## 開発
スーパーマリオ 3Dコレクションは任天堂の任天堂企画制作本部（EPD）が開発・発売を担当した。社内でのコードネームは「Super Mario All-Stars 2」だったと『Eurogamer』は伝えている。開発にあたっては、オリジナルゲームのデザインや雰囲気を維持しつつ、解像度向上やコントローラ操作体系の調整など改良点も盛り込まれた。チームは各作品の開発者にインタビューを実施し、ゲームの意義についても理解を深めた。
3Dコレクションの収録タイトルはエミュレータによるソフトウェアエミュレーションが使われており、中でも『サンシャイン』のエミュレーションは任天堂ヨーロッパ研究開発部（NERD）が担当し、16:9対応、コントローラ設定、カットシーンの高画質化など複数機能をディープラーニングなどで実現した。
2020年3月30日、『Video Games Chronicle』（VGC）はスーパーマリオシリーズの35周年記念で複数タイトルのSwitch向けリリース計画を報じ、『VentureBeat』は『スーパーマリオ64』『サンシャイン』『ギャラクシー』に加えて『スーパーマリオギャラクシー2』（2010年）も収録されると主張した。だが翌日『Gematsu』や『Eurogamer』は『ギャラクシー2』収録を否定。その後も『VentureBeat』はギャラクシー2収録を裏付ける情報を得られなかった。VGCの続報は『64』『サンシャイン』『ギャラクシー』の3作収録を裏付け、E3 2020での発表計画も新型コロナウイルス感染症の影響で中止されたと伝えている。

## 発売
スーパーマリオ 3Dコレクションは、2020年9月3日に『スーパーマリオ』シリーズの35周年に合わせたNintendo Directで発表された。同トレーラーで発売日が2020年9月18日であることも明かされた。同日、予約者向けの限定コレクションピンセットがアナウンスされた。9月14日には、より詳細なゲームプレイを紹介する概要トレーラーが公開された。
11月17日にはアップデートでスーパーマリオサンシャインのゲームキューブ コントローラ対応や、3作品すべてのカメラ反転機能が追加された。2021年3月31日にはパッケージ版の出荷が終了、ニンテンドーeショップでの配信も停止された。Nintendo of Americaの社長であるダグ・バウザーは、このリミテッドリリースは「記念イヤーを特別な形で祝う」もので、今後一般的な販売モデルとする意図はないと発言している。なお、配信終了後も小売店では引き続き販売が続けられた。2021年11月には『64』がNintendo Switch Online加入者向けのNINTENDO 64 コントローラに対応するアップデートが配信された。

## 評価

### 批評
Metacriticによると、スーパーマリオ 3Dコレクションは「概ね好意的なレビュー」を受けた。批評家たちはゲーム自体の楽しさには概ね同意したが、プレゼンテーションについては意見が分かれた。簡素な内容や追加機能の欠如、期間限定リリース、『スーパーマリオギャラクシー2』の未収録などが批判された。
イアン・ウォーカーは、スーパーマリオ64の移植について「明らかに不幸な結果をもたらしていない」と述べ、オリジナル版で発生していた「時折のパフォーマンス低下」を修正した点を評価し、Switchでの操作感も良好だとした。スーパーマリオサンシャインについては、調整された操作がオリジナル版の筋肉記憶を持つプレイヤーに影響する可能性があるとし、ゲーム後半でビジュアルが若干カクつく点を指摘した。スーパーマリオギャラクシーでは、一部のモーション操作がコントローラボタンに再割り当てされたことに感謝しつつも、Wii版同様にモーション操作が必要な部分が依然として問題であると述べた。
IGNのザカリー・ライアンは、このコレクションについて「任天堂があまり努力を注いでいないことに少し失望した」と述べ、スーパーマリオ 3Dコレクションで行われた「大規模なオーバーホール」と比較して不満を表明した。エミュレーションを使用して3作品を再現していることが、「アップグレードの欠如」を説明する一因だと指摘した。マリオ64については、アップスケーリングによってこれまでで最も美しく見えるようになり、操作感も「非常にタイト」で、「ProコントローラーやJoy-Conでも快適」だと評価したが、カメラ操作のx軸が反転されている点には言及した（後のパッチでこれがオプション化された）。また、「いくつかの品質向上」が追加されていれば初めてプレイする人にとって「ややアクセスしづらい」と感じる部分が改善されたかもしれないと述べた。サンシャインについては、依然として素晴らしい見た目のゲームであり、流れるような操作感を維持している点を評価したが、特定の瞬間でスローダウンを経験したと指摘した。最後に、ギャラクシーではアップスケーリングによって「完全に実現されたバージョン」になったと感じ、更新された操作オプションを称賛しつつも、携帯モードでの設定は「最適なプレイ方法ではない」が、それでも機能していると述べた。

### 売上
9月7日までに、スーパーマリオ 3Dコレクションの予約注文は、アメリカのAmazonで2020年の「最も売れたゲーム」の第2位となり、『あつまれ どうぶつの森』に次ぐ結果となった。  
転売業者は、eBayなどのウェブサイトで予約注文を再販売し、価格は最大265ドルに達した。  
イギリスのオンライン小売業者Base.comは、物理的なゲームの割り当てが予約注文を満たすのに十分ではなかったため、全ての顧客の予約注文をキャンセルせざるを得なかった。同社は、任天堂およびイギリスの流通業者が「販売期間中にさらに多くのコピーが提供されるという保証を一切与えることができない」と述べた。
発売初週、スーパーマリオ 3Dコレクションはイギリスで最も売れたゲームとなり、2020年で3番目に大きなゲームの発売、同国で5番目に速く売れたSwitchゲームとなった。日本国内では、発売から3日間で21万本以上のパッケージ版が販売された。アメリカ合衆国では、スーパーマリオ 3Dコレクションは9月で2番目に売れたゲームとなり、『Marvel's Avengers』に次ぐ結果となった。また、2020年で10番目に売れたゲームとなった。また、ヨーロッパ、中東、アフリカ、アジアでも9月に最も売れたゲームとなった。2021年3月までに、スーパーマリオ 3Dコレクションは全世界で901万本以上を売り上げた。2021年3月、販売終了を前に、イギリスでのゲームのパッケージ版売上は267%急増した。2021年12月31日までに、出荷本数は907万本に増加した。